# إليجيرية سولاوسية
الإليجيرية السولاوسية (الاسم العلمي:Illigera celebica) هي نوع من النباتات تتبع جنس الإليجيرية من فصيلة الهرنانديات.